# كتاب العرش للذهبي
كتاب العرش كتاب فكر إسلامي من تأليف شمس الدين الذهبي، يبحث فيه صفات الله تعالى، من حيث العلو والاستواء ويستشهد بذلك بعدد من الآيات والأحاديث النبوية، وآثار السنة.
ذكر الكتاب ابن تغري بردي وسبط ابن حجر وابن عماد.

## الالتباس بين كتابين
ذكر المستشرق كارل بروكلمان الكتاب، وأورد احتمال وجود التباس بينه وبين كتاب "العلو للعلي القهار"، حيث أشار إلى أن الكتابين ما هما إلا كتاب واحد. لكن هذا الالتباس أزيل عندما وجد نص لسبط ابن حجر أورد فيه الكتابين في موضعين مختلفين، مما يدل إنهما ليسا نفس الكتاب.